# ویند لیک (ویسکانسین)
ویند لیک (به انگلیسی: Wind Lake) یک منطقهٔ مسکونی در ایالات متحده آمریکا است که در Norway واقع شده‌است. ویند لیک ۵٬۳۴۲ نفر جمعیت دارد و ۲۴۲ متر بالاتر از سطح دریا واقع شده‌است.